# Virga (anatomia)
Virga – element samczych narządów genitalnych u skorków.
Virga to końcowy kolec falliczny, wznoszący się zwykle od endofallusa. Występuje u skorków. Ma postać nitkowatego, zesklerotyzowanego wyrostka przewodu wytryskowego. W czasie kopulacji łączy on spermatofor samca ze spermateką samicy.
U Anisolabididae virga może być nawet 2,5 raza dłuższa od ciała i służy samcowi nie tylko do zaplemnienia, ale także do usunięcia z samicy nasienia rywala.